# Max Strus
Max Strus (ur. 28 marca 1996 w Hickory Hills) – amerykański koszykarz, występujący na pozycji rzucającego obrońcy, od 2023 zawodnik Cleveland Cavaliers.
Pochodzi ze sportowej rodziny. Jego matka Debra grała w koszykówkę i siatkówkę na uczelni DePaul. W 2000 została wybrana do Galerii Sław Sportu (Athletics Hall of Fame). Brat Marty grał w koszykówkę na uczelni Lewis, natomiast siostra Maggie w siatkówkę na UIC.
19 października 2019 został zwolniony przez Boston Celtics. 22 października podpisał umowę z Chicago Bulls na występy zarówno w NBA, jak i G-League.
30 listopada 2020 został zawodnikiem Miami Heat. 6 lipca 2023 dołączył do Cleveland Cavaliers.

## Osiągnięcia
Stan na 18 września 2023, na podstawie, o ile nie zaznaczono inaczej.
NCAA II
- Mistrz turnieju konferencji Great Lakes Valley (GLVC – 2016)
- MVP turnieju GLVC (2016)
- Laureat Br. David Delahanty Award (2015, 2016)
- Najlepszy pierwszoroczny zawodnik GLVC (2015)
- Zaliczony do:
  - I składu:
    - NCAA Division II All America (2016 przez NABC)
    - Division II Bulletin Newsletter honorable mention All-American (2016)
    - GLVC (2016)
    - CoSIDA Academic All-District (2016)
    - Academic All-GLVC (2015, 2016)

  - II składu GLVC (2015)

NCAA
- Zaliczony do:
  - I składu:
    - CoSIDA Academic All-District (2019)
    - Big East All-Academic Team (2017, 2018)

  - II składu Big East (2019)
- Zawodnik tygodnia Big East (19.11.2018, 17.12.2018, 4.03.2019)
- Lider Big East w liczbie oddanych rzutów za 3 punkty (311 – 2019)

NBA
- Wicemistrz NBA (2023)[8]